# Septimius Severus

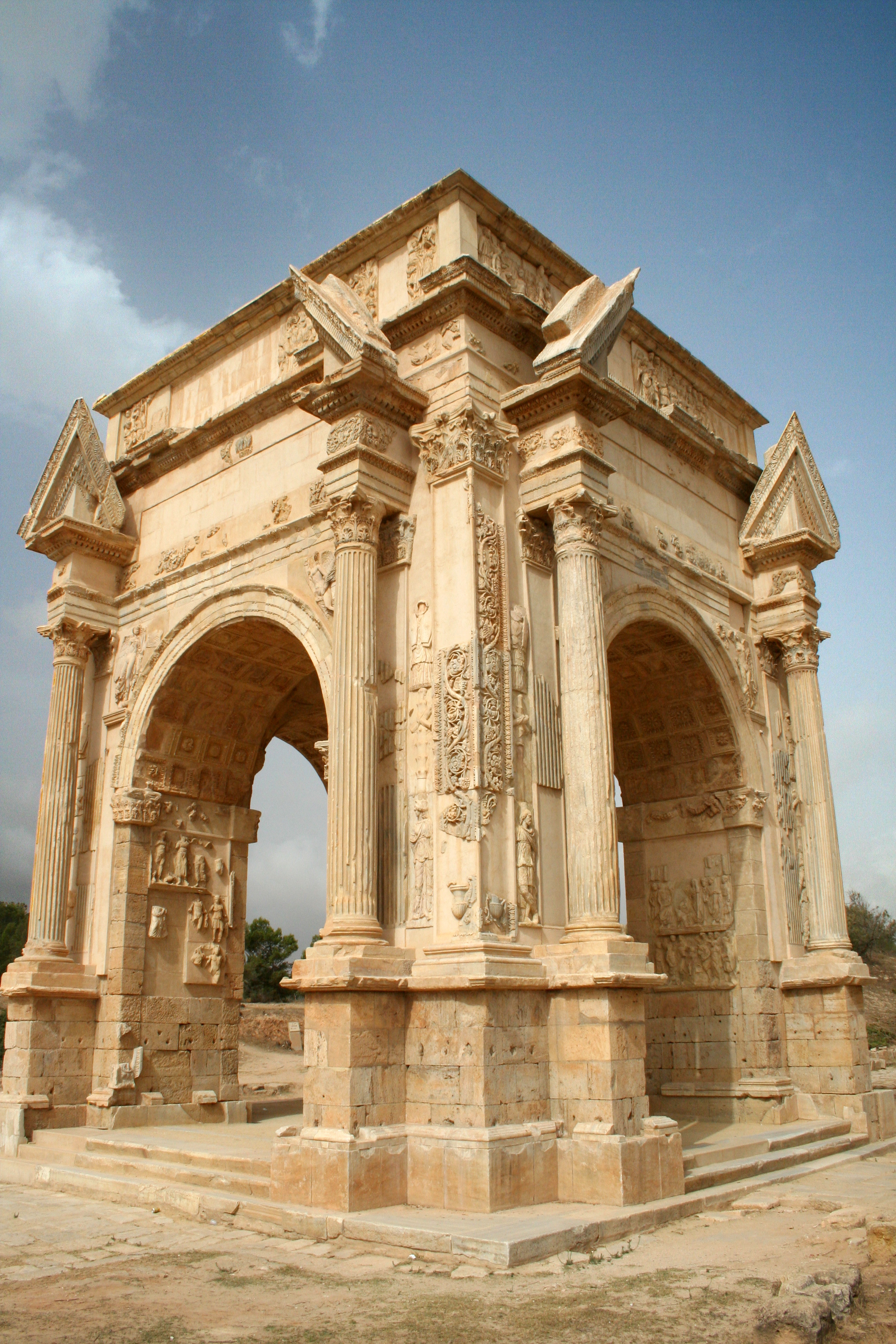
Septimius Severus triumfbåge i Leptis Magna.

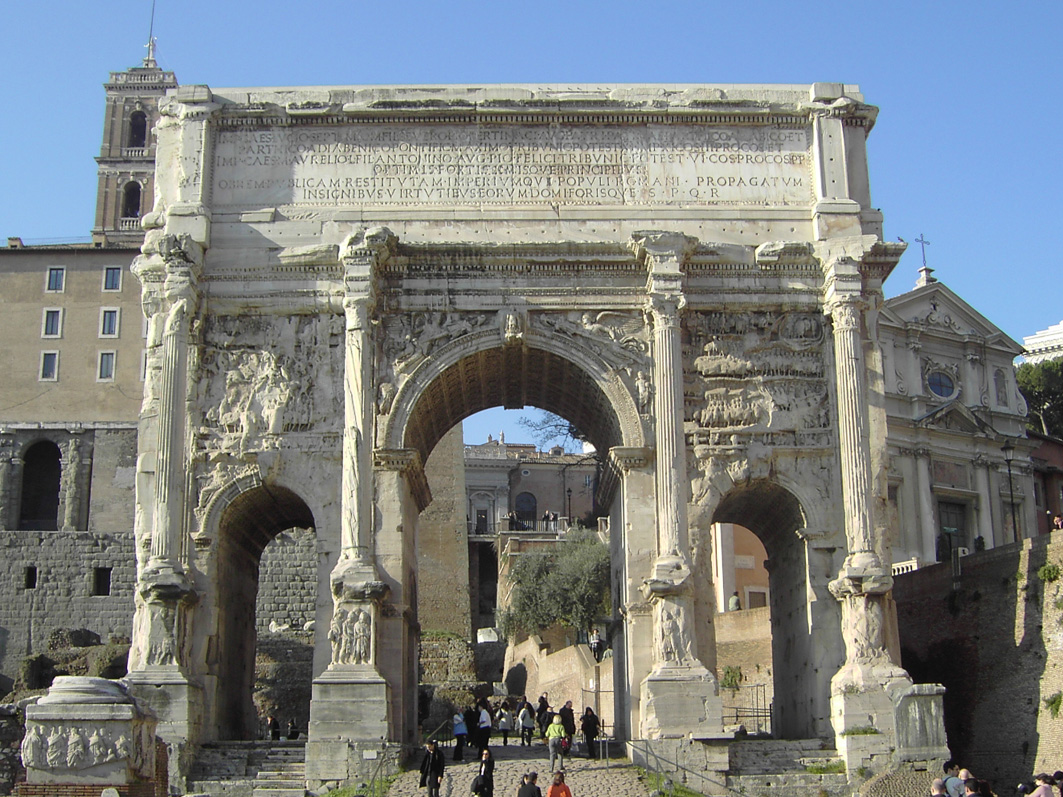
Septimius Severus triumfbåge på Forum Romanum i Rom.

Lucius Septimius Severus, född 11 april 145 i Leptis Magna i Africa Proconsularis (nuv. Libyen), död av sjukdom 4 februari 211 i Eboracum (nuv. York) i Britannia Inferior, var romersk kejsare från den 9 april 193 till sin död den 4 februari 211. Efter en framgångsrik senatorisk ämbetsbana blev han kejsare med namnet Imperator Caesar Lucius Septimus Severus Pertinax Augustus, under det turbulenta femkejsaråret. Severus var gift först med Paccia Marciana (cirka 155–186) och sedan med Julia Domna med vilken han fick sönerna Caracalla och Geta.

## Vägen till makten
Severus var den förste kejsaren av nordafrikanskt ursprung; han kom från en provinsfamilj i Leptis Magna (nuv. Libyen). Han var av karthagiskt påbrå och hans modersmål var puniska, han lärde sig aldrig att tala latin utan en kraftig "afrikansk" brytning. Severus fader hette Publius Septimius Geta och även om familjen inte var särskilt förnäm blev två av hans kusiner konsuler i Severus barndom. Arton år gammal  kom Severus till Rom där Marcus Aurelius gjorde honom till senator. Därefter gjorde han karriär både inom det civila och det militära och blev år 191 guvernör i övre Pannonien. Det var i Pannoniens huvudstad Carnuntum han fick nyheterna om Commodus och Pertinax död.
Efter att han blivit utropad som kejsare av Donaulegionerna påbörjades marschen mot Rom i april 193. Han mötte inget större motstånd, och nio dagar innan Severus nådde Rom avrättades Didius Julianus på order av senaten. Innan han tågade in i Rom, begav sig Severus till pretoriangardets läger och bad pretorianerna paradera utanför Rom. Då de inte hade sina vapen med sig lät han omringa dem, avrätta alla som varit inblandade i mordet på Pertinax samt upplösa och landsförvisa hela gardet. Han lät sedan sätta upp ett nytt garde bestående av sina egna lojala trupper.

## Kejsare

### Inbördeskrig i öst och väst
När Severus tagit makten var hans nästa mål att ta itu med sina två rivaler som också utropat sig till kejsare vid Pertinax död. Först Perscennius Niger, guvernör i Syria, som också utropats till kejsare. Severus trupper avancerade mot slutet av år 193 in i Mindre Asien där de vann två stora segrar: en i närheten av Kyzikos och den andra i det närbelägna Nicaea. I mars eller april stod slutstriden mot Nigers trupper i närheten av Issos. De östra legionerna var chanslösa mot fronttrupperna från norr. Niger flydde till Antiochia där man hann ikapp och lät halshugga honom.
Clodius Albinus i Britannia hade i utbyte mot titeln Caesar givit Severus sitt stöd mot Niger men Severus hade inte för avsikt att dela makten med honom. År 195 gav Severus sin äldste son Caracalla titeln Caesar vilket Albinus med all rätt tolkade som en krigsförklaring. Under 196 korsade Albinus Engelska kanalen med 40 000 soldater och satte upp fältläger i Lyon där han samlade fler trupper. Den 19 februari 197 stod ett slag utanför Lyon där Albinus trupper blev grundligt slagna. Albinus begick självmord varefter Severus lät lägga den nakna kroppen på marken och red över den med sin häst. Huvudet skars sedan av och sändes till Rom. När Severus själv återvände lät han döda tjugosju senatorer som stött hans rivaler.

### Kriget mot Partien
Parterna hotade romerska utposter och lydkungar i öst. Redan 195 hade Severus gjort en avstickare i Partien som ett straff för att parterna stött Perscennius Niger men nu hade tiden kommit för ett fullskaligt fälttåg. Efter att ha gått in i norra Mesopotamien tog sig Severus trupper ner längs Eufrat med skepp varefter de marscherade kortast möjliga väg till parternas huvudstad Ctesiphon vid Tigris. Huvudstaden intogs och Severus lät döda alla män och förslava 100 000 kvinnor och barn. Den partiska statskassan tömdes på sina rikedomar och norra Mesopotamien blev återigen en romersk provins.

### En fru åt Caracalla
År 198 hade Severus gett sin äldste son Caracalla titeln Augustus. När han återvände till Rom år 202 tyckte han att det var dags för sonen att gifta sig. Han fick Caracalla att gifta sig med Publia Fulvia Plautilla, dottern till vännen Gaius Fulvius Plautianus. Plautianus hade fått mycket makt och rikedom av Severus och följt med denne på alla fälttåg men han var inte populär i Rom. Caracalla tyckte illa om både sin nya fru och svärfar. Han vägrade att äta och sova med sin fru och hotade att döda både henne och svärfadern när han blev kejsare. Efter ett kuppförsök (som kanske var hopdiktat av Caracalla) i början av år 205 lät Severus döda Plautianus. Caracalla förvisade sin fru till ön Lipari och lät senare döda henne så fort han blev kejsare.

### Det sista fälttåget
År 208 begav sig Severus, som nu var mycket sjuk, till Britannia som drabbats av upprepade problem vid fronten. Han bestämde sig för att slutgiltigt lösa frontproblemet genom att erövra hela ön. Geta fick ansvaret för provinsen och Severus ledde en armé in i Skottland. Under 209 och 210 hade han framgångar i fälttåget men 211 dog han i York och Caracalla lät avblåsa hela operationen.